# Iniistius aneitensis
Iniistius aneitensis es una especie de peces de la familia Labridae en el orden de los Perciformes.

## Morfología
- Los machos pueden llegar alcanzar los 24 cm de longitud total.[1]

## Distribución geográfica
Se encuentra desde Chagos hasta las Islas Hawaii, las Islas Ryukyu, las Islas Marianas e Islas Marshall.